# Aeroportul Katiola
Aeroportul Katiola (IATA: KTC) este un aeroport din Coasta de Fildeș ce deservește zona Katiola⁠(d).
Situat la o altitudine de 310 m, aeroportul dispune de o singură pistă.